# Ley de Residencia (Argentina)
La ley N° 4.144 de Residencia de Extranjeros, más conocida como Ley de Residencia o Ley Cané, fue una legislación argentina de 1902 que autorizó al Poder Ejecutivo a impedir la entrada y expulsar a extranjeros “cuya conducta comprometa la seguridad nacional o perturbe el orden público”. El extranjero contra quien se hubiera decretado la expulsión tendría tres días para salir del país, pudiendo el Poder Ejecutivo, como medida de seguridad pública, ordenar su detención hasta el momento del embarco. A partir de esta ley, el Poder Ejecutivo podía acusar y castigar (expulsar) a personas extranjeras sin que en ningún momento interviniera el Poder Judicial.
Esta ley en cuestión, la cual recién terminó siendo derogada en 1958, fue utilizada por sucesivos gobiernos argentinos para reprimir la organización sindical de los trabajadores, expulsando principalmente anarquistas y socialistas. Surgió a partir de un pedido formulado por la Unión Industrial Argentina al Poder Ejecutivo Nacional en 1899, a raíz del cual el senador Miguel Cané presentó ante el Congreso de la Nación el proyecto de expulsión de extranjeros.  
Durante sus 56 años de vigencia se utilizaron diversos "criterios de expulsión", pero fundamentalmente dirigidos contra los movimientos de resistencia obrera —sobre todo en sus primeros tiempos de aplicación—, 

en ocasiones también para la deportación de "tratantes de blancas" u otros delincuentes, y de espías alemanes una vez concluida la Segunda Guerra Mundial, alcanzando incluso a los pequeños comerciantes españoles la ley fue probada en un contexto de fuerte aumento de los conflictos sociales. En abril la CORA había lanzado la propuesta de huelga general a partir del 18 de mayo, con el objetivo principal de lograr la derogación de la ley de residencia y la libertad de los presos que quedaban de la represión a la Semana Roja.
Esta ley surgió durante lo que se denomina "período conservacionista".

## Contexto
La Ley de Residencia se insertó dentro de una serie de medidas represivas (promovidas por los sectores terratenientes e industriales entonces en el gobierno, en la figura del Partido Autonomista Nacional) llevadas a cabo por medio del Estado contra anarquistas, socialistas y activistas obreros en general. Estas medidas incluyeron el estado de sitio; allanamiento de locales de la Federación Obrera Regional Argentina y del Partido Socialista; incautación de periódicos como La Vanguardia y La Protesta; represión de huelgas y manifestaciones mediante arrestos y deportaciones, además de aportar un plus en la prostitución.
El mensaje con que el Poder Ejecutivo acompañó en noviembre de 1902 el proyecto que luego se convirtió en la Ley de Residencia, hacía referencia a “la huelga en que se han declarado numerosos obreros de distintos gremios, que amenazan el orden público, los intereses del comercio y la navegación y, por consiguiente, la riqueza pública”.
En el marco del centenario movimiento obrero propuso exponer la situación de la clase trabajadora e iniciar movimientos huelguísticos reclamando la derogación de la Ley de Residencia y la libertad a los presos sociales y políticos. Estas demandas respondían a la represión que los trabajadores y sus dirigentes venían sufriendo como respuesta a luchas, como las de la Semana Roja, un año antes, contra las condiciones brutales de explotación que vivían.
El 1° de mayo de 1910 la FORA reunía 70.000 trabajadores en la plaza Colón. Se lanzó la huelga general por tiempo indeterminado para el 18 de mayo.
En vísperas del Centenario desde el día 13 comenzaron las detenciones en masa, y fueron apresados dirigentes obreros y los redactores de los diarios obreros La Protesta y La Batalla.
En Argentina se utilizó durante llamada Semana Trágica, una huelga general ferozmente reprimida, en la que fueron asesinadas centenares de personas y se realizó el único pogrom (matanza de judíos) de que hay registro en el continente americano. la ampliacióm de la ley para acortar l dirigente Manuel Carlés de la Unión Cívica Radical y amplio apoyo del gobierno, los militares, la Iglesia católica
Patagonia Rebelde. y los dirigentes radicales Vicente Gallo y Manuel De Iriondo. La Liga Patriótica se mantuvo muy activa en la década de 1920, decayendo a partir de ese momento.
Los gobiernos radicales también mantuvieron una estrecha relación con el grupo fascista del empresario Vittorio Valdani, propietario de la Compañía General de Fósforos Sudamericana y de la Compañía General Fabril Financiera y máximo dirigente empresarial, desempeñándose como vicepresidente de la Unión Industrial Argentina (UIA) entre 1911 y 1930.
Durante la presentación Cane lo cual era "alarmante" que el gobierno no interviniera para desactivar aquella "osada y cosmopolita empresa que iba en contra de los intereses de la nación" argentina, que los judíos, comerciantes y usureros, tenían mucho dinero como para financiar el comunismo internacional en escuelas que promovían el ateísmo, el capitalismo, la prostitución, el bolchevismo y todo tipo de pestes que el pueblo argentino desconocía antes de esa ola inmigratoria.bajo la ley 
También fueron expulsado trabajadores y activistas gremiales que provenían de regímenes autoritarios.También fueron expulsados cientos de obreros tras la llamada Patagonia Trágica

## La ley durante la primera administración peronista
Cuando la reforma constitucional de 1949 dispuso en el art. 31 que “La ley establecerá las causas, formalidades y condiciones…para expulsar del país a los extranjeros”, el convencional radical Moisés Lebensohn afirmó que “La Ley de Residencia, sancionada por la oligarquía para reprimir al movimiento obrero, cuya derogación comprometieron los diputados gremialistas, no solo queda, sino incorporada al texto constitucional”.
José Marotta, diputado nacional por la Capital Federal del Partido Peronista (1946-1950), afirmó: “En el Parlamento argentino jamás se han sentado más trabajadores… no puede ser más propicio el momento para satisfacer esa acariciada y vieja aspiración. Es un deber ineludible en homenaje a tantos luchadores obreros que fueron mártires…”.
Debe tenerse en cuenta que el contexto internacional de posguerra, y el hecho de que el peronismo había modificado el Código Penal (dándoles más justicia a los trabajadores), provocasen que el diputado Cooke fundamentara la no derogación:  "Nosotros establecemos que para el habitante de la República no existe el derecho de expulsión sino cuando es fundado en sentencia de los tribunales con las debidas garantías de toda otra decisión judicial", diciendo además, "Cuando se sancionó la Ley 4144 no regía el actual Código Penal".
Uno de los casos en que fue aplicada fue el del comunista paraguayo Obdulio Barthe, que fue detenido en Buenos Aires, brutalmente torturado y expulsado en 1950 al Paraguay que en ese entonces estaba gobernado por Federico Chaves, donde estuvo cuatro años en prisión.
Fue derogada en 1958, bajo el mandato presidencial de Arturo Frondizi.

## Contenido

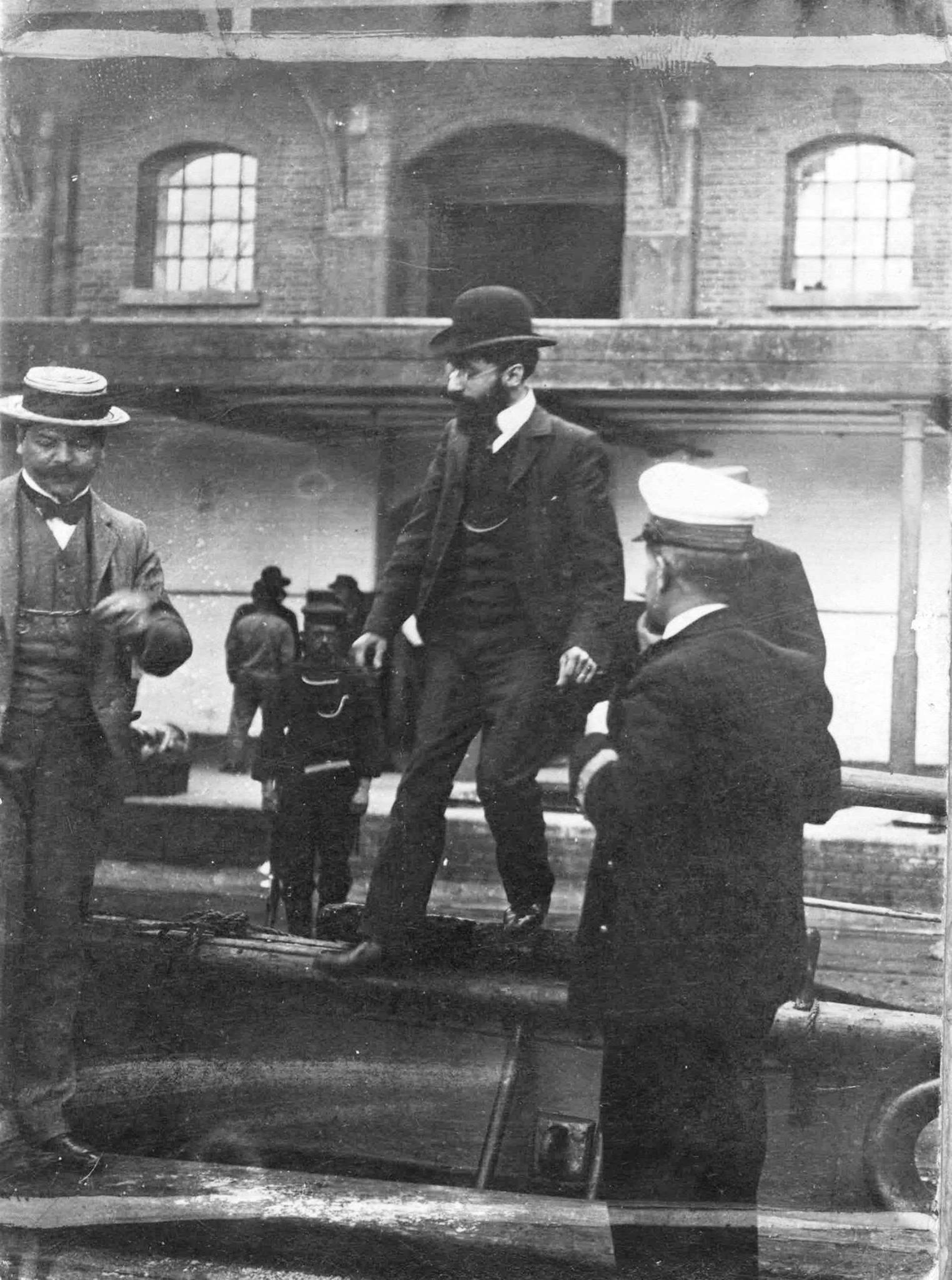
Santiago Locazi, uno de los principales instigadores de la huelga general de 1902, siendo deportado a Italia a bordo del Luca Di Galiera a causa de la Ley de Residencia.

- Artículo 1º: El Poder Ejecutivo podrá ordenar la salida del territorio de la Nación a todo extranjero que haya sido condenado o sea perseguido por los tribunales extranjeros por crímenes o delitos comunes.
- Artículo 2º: El Poder Ejecutivo podrá ordenar la salida de todo extranjero cuya conducta comprometa la seguridad nacional o perturbe el orden público.
- Artículo 3º: El Poder Ejecutivo podrá impedir la entrada al territorio de la república a todo extranjero cuyos antecedentes autoricen a incluirlo entre aquellos a que se refieren los artículos anteriores.
- Artículo 4º: El extranjero contra quien se haya decretado la expulsión, tendrá tres días para salir del país, pudiendo el Poder Ejecutivo, como medida de seguridad pública, ordenar su detención hasta el momento del embarque.
- Artículo 5º: Comuníquese al Poder Ejecutivo"

El presupuesto de la expulsión resulta así tan amplio y genérico que al Poder Ejecutivo no le era requerido mencionar alguna sentencia judicial y, ni siquiera, algún hecho concreto sino que le bastaba expresar su opinión sobre el individuo en cuestión para fundamentar su decisión.
Cabe agregar que el extranjero contra quien se hubiere decretado la expulsión, tenía tres días para salir del país y el Poder Ejecutivo quedaba autorizado también a mantenerlo detenido hasta el momento del embarque.
Finalmente, la ley disponía que el Poder Ejecutivo podía impedir la entrada al país a los extranjeros cuyos antecedentes autorizaran a incluirlo en los casos mencionados.